# Iglesia de Santa Inés (Huechuraba)
La Iglesia de Santa Inés es un templo parroquial de culto católico ubicado en la comuna chilena de Huechuraba, en el sector norte de Santiago. Es administrada por el Arzobispado de Santiago a través del Decanato Conchalí de la Vicaría Zona Norte. Asimismo, de la parroquia dependen dos capillas de la cual es sede: la Capilla Jesucristo Esperanza de Los Pobres y la Capilla San Agustín.

## Historia
El crecimiento demográfico producido especialmente por el desarrollo inmobiliario experimentado desde comienzos del siglo XXI, que trajo consigo un incremento de fieles católicos residentes en la comuna, creó a su vez la necesidad de una iglesia de mayores dimensiones a las que se encontraban históricamente en el sector. El actual templo parroquial fue inaugurado el 12 de diciembre de 2012, con una misa inaugural celebrada por el Arzobispo de Santiago, Ricardo Ezzati. En un sentido arquitectónico, fue construido en estilo brutalista, con una sola nave central arqueada y sin pilares en su interior. En su fachada, consta de un campanario central y un pórtico con cuatro columnas.

## Actividades
Dentro de sus actividades de ayuda social, destaca su apoyo a campañas de recolección de ropa y alimentos: canastas familiares para familias de escasos recursos residentes en la comuna y aportes a las ollas comunes realizadas en las cercanías de la parroquia; sumado a programas de apadrinamiento de niños en situación de vulnerabilidad para su apoyo académico y bienestar. En la misma línea, la parroquia organizó a partir de 2018 un programa especial de integración social y apoyo para familias de migrantes haitianos, que incluía cursos de idioma español y cursos de jardinería para hombres y de costuras y diseño de vestuario para mujeres.